# Campyloneurus pallidus
Campyloneurus pallidus är en stekelart som beskrevs av Per Abraham Roman 1914. Campyloneurus pallidus ingår i släktet Campyloneurus och familjen bracksteklar. Inga underarter finns listade.